# Divine Deablo
Divine Ahmad Deablo (Winston-Salem, 17 agosto 1998) è un giocatore di football americano statunitense che milita nel ruolo di linebacker per i Atlanta Falcons della National Football League (NFL).

## Carriera

### Las Vegas Raiders
Deablo al college giocò a football a Virginia Tech. Fu scelto nel corso del terzo giro (80º assoluto) nel Draft NFL 2021 dai Las Vegas Raiders.  Il 23 luglio 2021 firmò il suo contratto quadriennale da rookie.
Deablo debuttò come professionista subentrando nella gara del primo turno contro i Baltimore Ravens. La sua stagione d'esordio si chiuse con 39 tackle disputando tutte le 17 partite, di cui 5 come titolare.
Nella stagione 2022 Deablo giocò da linebacker titolare le prime otto gare stagionali, in cui risultò il primo per tackle della squadra, prima di infortunarsi e chiudere anticipatamente l'annata il 7 novembre 2022, venendo inserito in lista riserve/infortunati.
Nel 2023 Deablo ebbe la sua migliore stagione da professionista fin li giocata, mettendo a tabellino 106 tackle, quattro tackle con perdita di yard, un fumble recuperato e un sack.

### Atlanta Falcons
Il 10 marzo 2025 Deablo firmò un contratto biennale da 14 milioni di dollari con gli Atlanta Falcons.